# Henrik Klemetz
Henrik Klemetz (Tvärålund, Suecia, 25 de abril de 1942-Borås, 21 de septiembre de 2019) fue radioaficionado e investigador de radio sueco con énfasis en América Latina.
Henrik Klemetz fue un experto en DX latinoamericano. Realizó múltiples viajes a América Latina, durante los cuales estableció una red dentro de la comunidad de radio. En los años 90 Henrik vivió en Colombia donde se casó con Josefina.
Henrik fue un DXer activo desde finales de los 50 hasta principios de los 80, escuchando estaciones de radio latinoamericanas. Durante las últimas 4 décadas de su vida, ayudó a los DXers o diexistas de todo el mundo a identificar estaciones de radio y ayudándo a obtener confirmaciones (tarjetas QSL) de estaciones de recepción.
Henrik Klemetz, vivió en la capital colombiana, Bogotá. Como conocedor del diexismo escribió el libro “Latin America by Radio” describiendo el panorama radial y las características de la radio en América Latina. La obra se publicó en los 80, cuando había gran actividad radial en las bandas tropicales e internacionales de radiodifusión, notándose una tendencia a la desaparición de emisoras. Este libro es una guía para el diexista de habla no española, enfocado a las emisoras latinoamericanas.
Además fue un referente y colaborador en Radio Suecia, Radio Nederland y HCJB, entre otras. Henrik Klemetz dejó un trabajo de una trayectoria de más de 7 décadas en la sintonía de la radio; además del amor por las manifestaciones culturales, musicales y tradicionales de América Latina unida por un idioma el Español.
Como estudiante de lenguas románicas y después de conocer España, viajó a Colombia en 1966 para estudiar lingüística y dialectología latinoamericana en el Instituto Caro y Cuervo. Colaboró con diversos medios de comunicación en Suecia y otros países.
Klemetz hacía mención que el diexismo (DX-ing, en inglés) es una actividad que consiste en escuchar y reportar emisoras extranjeras, cosa que se convirtió en un movimiento de masas en Suecia después de la Segunda Guerra Mundial.
En 1949, Radio Quito, una emisora ecuatoriana, alcanzó un prestigio sin igual en la historia de la radiodifusión del país. La emisora, conocida como "La Voz de la Capital", se destacó por sus programas noticiosos, presentaciones musicales en vivo y un elenco popular de radioteatro. Sin embargo, un hito trágico marcó su historia. En su relato de "La historia trágica de Radio Quito", cuenta que "la noche del 12 de febrero de 1949, durante la transmisión de una adaptación criolla de la novela "La Guerra de los Mundos" de H. G. Wells, concebida por el director artístico Leonardo Páez, se desató el caos en Quito. La adaptación narraba el descenso de máquinas celestes de Marte a la Tierra, generando una agitación popular. Al sentirse burlados, algunos oyentes atacaron el edificio de la emisora y el periódico El Comercio. La turba arrojó piedras y ladrillos, y posteriormente incendió el edificio, ubicado en el centro de Quito. Las grasas y aceites de la imprenta de El Comercio alimentaron las llamas, destruyendo el edificio rápidamente. La adaptación de la novela de Wells creó un clima propicio debido a informes locales sobre avistamientos de platillos voladores. La dramatización incluyó órdenes militares para repeler a los supuestos invasores y llamadas de otras emisoras advirtiendo sobre una nube de gases asfixiantes. La obra solo se transmitió durante unos 20 minutos antes de que la multitud enfurecida incendiara el edificio. La policía, al darse cuenta de la farsa, no intervino, y cinco personas perdieron la vida en el incendio. Los daños se estimaron en 8 millones de sucres, superando el valor asegurado. Radio Quito estuvo fuera del aire por dos años y reanudó transmisiones el 30 de abril de 1951. Aunque resurgió de la tragedia, el incidente marcó un hito en la historia de la radio ecuatoriana. Hoy en día, Radio Quito continúa siendo una de las principales emisoras ecuatorianas, transmitiendo en onda media y onda corta".